# 久保一雄
久保 一雄（くぼ かずお、1901年2月16日 - 1974年1月26日）は、日本の映画美術監督、洋画家。

## 人物
群馬県藤岡市生まれ。
日本映画美術監督協会の創立者の一人。独立美術協会会員。
川端画学校洋画部で学んだ後、日活撮影所に入所。
撮影所の労働運動に関わり、「三・一五事件」で検挙される。転向しないままに奈良刑務所を出所後、PCLに入社。『人情紙風船』（山中貞雄監督）では岩田専太郎の美術考証にもとづいて、装置を担当。戦中・戦後にかけて、成瀬巳喜男、木村荘十二、山本嘉次郎、マキノ雅弘、黒澤明ら有力な監督の下で美術を担当。フリーとなってからは、山本薩夫、今井正の独立プロの映画制作に協力した。
戦前戦後の映画関連の労働運動経験者としても、山本薩夫『私の映画人生』（新日本出版社、1984年）、井上雅雄『文化と闘争――東宝争議1946-1948』（新曜社、2007年)で言及されている。

## 受賞と評価
- 洋画家としては、1938年、第8回独立美術協会展に初入選[1]し、以後も出品、1944年、第14回独立美術協会展に出品した「雪の石狩牧場」が独立賞を受賞[1]。洋画家としての業績は長年軽視されていたが、死後からこれまでに数回、回顧展が開催されており、画集も2度、刊行されている。作品そのものも、群馬県立近代美術館等に所蔵されている。
- 映画美術監督としては、1951年の「どっこい生きてる」（今井正監督）と「わかれ雲」（五所平之助監督）で、毎日映画コンクール美術賞受賞[1]。映画セットのデザイン画の多くが、川崎市市民ミュージアムに収蔵されている。成瀬巳喜男監督作品のセットの特質を解明した、中古智・蓮實重彦著『成瀬巳喜男の設計』（筑摩書房、1990年）では、「久保一雄・山崎醇之助の仕事」という章のなかで言及されている。

## 経歴
- 1901年、群馬県藤岡市に生まれる[1]。
- 群馬県藤岡中学校（群馬県立藤岡高等学校）卒業[2]。
- 1918年、築地小劇場の舞台美術を担当しながら画家をめざしていた東京美術学校出身の叔父を頼りに上京。当時、二科会に所属していた画家、川口軌外の家に仮寓[3]。
- 1923年、川端画学校洋画部で学び修了。日活撮影所に入社し、京都の大将軍撮影所に配属されると、日本労働組合評議会京都地方評議会のキネマ支部の委員長として活動[4]。
- 1928年3月15日、「三・一五」の全国一斉検挙の一環として、明け方に逮捕。以降5年間、拘置所や刑務所をたらい回しにされる[3]。
- 1933年、奈良刑務所で釈放後、絵画作品『三・一五』を制作[3]。同年、PCL（後の東宝）に入社[1]。

### PCL・東宝の美術監督時代
- 1934年より美術監督として多くの作品に携わる。この頃、各撮影所の枠を超えて小池一美ら映画美術担当者が交流するなかで開催されていた研究会に参加[5]。
- 1938年、第8回独立美術協会展に初入選、以後も出品[1]。
- 1939年4月9日、東京都内で各撮影所・フリーの美術家30名が出席して開催された『日本映画美術監督協会』設立会合に参加[5]。
- この時期に美術を担当した主な映画作品
  - 1934年……『浪子の一生』、『エノケンの魔術師』（以上、PCL）
  - 1935年……『妻よ薔薇のやうに』（PCL）
  - 1936年……『歌ふ弥次喜多』、『吾輩は猫である』、『彦六大いに笑ふ』、『エノケンの江戸っ子三太』（以上、PCL）
  - 1937年……『良人の貞操　前篇』、『良人の貞操　後篇』、『日本女性読本』、『人情紙風船』（以上、PCL）、『新選組』（PCL＝前進座）
  - 1938年……『瞼の母』、『エノケンのびっくり人生』（以上、東宝映画東京）
  - 1939年……『エノケンのがっちり時代』、『樋口一葉』（以上、東宝映画東京）
  - 1940年……『エノケンのざんぎり金太』、『エノケンの誉れの土俵入』（以上、東宝映画東京）
  - 1941年……『新編 坊っちゃん』（東宝映画東京）

### 日米開戦から敗戦まで
- 1944年、第14回独立美術協会展にて「雪の石狩牧場」が独立賞を受賞[1]。
- この時期に美術を担当した主な映画作品
  - 1942年……『婦系図』、『続婦系図』（以上、東宝映画）
  - 1943年……『阿片戦争』（東宝映画）
  - 1945年……『續姿三四郎』（東宝映画）

### 戦後の東宝時代
- 1945年9月、黒澤明監督『虎の尾を踏む男たち』（東宝映画）が完成するも、GHQにより上映禁止となる（1952年4月24日公開）。
- 1947年3月15日、東宝争議スト決行中の争議団の集会で「三・一五事件」の体験について演説[3]。
- 1948年、独立美術協会会員となる[1]。
- この時期、映画専門誌に映画技術について寄稿している。「映画の造型的特質」を日本映画技術協会の機関誌『映画技術』（通号7、1950年2月）に、「色彩の再構成--作品研究」を世界映画社の月刊映画誌『ソヴェト映画』（1950年4月号）に発表。
- この時期に美術を担当し、公開された主な映画作品
  - 1946年……『或る夜の殿様』、『霧の夜ばなし』（以上、東宝）
  - 1947年……『素晴らしき日曜日』（東宝）
  - 1948年……『わが愛は山の彼方に』（東宝）
  - 1949年……『女の顔』（東京映画配給）
  - 1950年……『女の四季』（東宝）※東宝撮影所再開第1回作品。

### フリーの美術監督時代
- 1951年10月、11月、世界映画社の月刊映画誌『ソヴェト映画』10月号、11月号に「ソヴエト天然色映画の色彩と装置〔1〕」、「ソヴエト天然色映画の色彩と装置〔完〕」を寄稿。
- 『どっこい生きてる』（今井正監督）、『わかれ雲』（五所平之助監督）で毎日映画コンクール美術賞受賞。
- 1957年、「新人への希望と期待」を、映画評論社の月刊『映画評論』（1957年5月号）に、「映画美術の実際」を『キネマ旬報』（1957年10月号）に寄稿。
- この時期に美術を担当し、公開された主な映画作品
  - 1951年……『どっこい生きてる』（独立プロ）、『わかれ雲』（新東宝）
  - 1952年……『黎明八月十五日』、『泣虫記者』（以上、東映）、『虎の尾を踏む男たち』（東宝、1945年9月に完成するもGHQに上映を止められていたもの）
  - 1953年……『ひめゆりの塔』（東映）
  - 1954年……『太陽のない街』、『唐人お吉』（以上、北星）
  - 1955年……『愛すればこそ　第一話　花売り娘』、『愛すればこそ　第二話　とびこんだ花嫁』、『愛すればこそ　第三話　愛すればこそ』（以上、独立映画）、『たけくらべ』（新芸術プロ）、『浮草日記』（山本プロ＝俳優座）
  - 1956年……『真昼の暗黒』（現代ぷろ）
  - 1957年……『黄色いからす』（歌舞伎座映画）

### 山本薩夫監督とともに
- 1958年以降、山本薩夫との仕事が中心となる。
- この時期に美術を担当し、公開された主な映画作品
  - 1958年……『赤い陣羽織』（歌舞伎座）
  - 1959年……『荷車の歌』（全国農村映画協会）、『人間の壁』（山本プロ）
  - 1960年……『武器なき斗い』（大東映画）
  - 1961年……『松川事件』（松川事件劇映画製作委員会）
  - 1962年……『乳房を抱く娘たち』（全農映）
  - 1968年……『ドレイ工場』（「ドレイ工場」製作上映委員会）

### 没後の動き
- 1974年、腸閉塞のため東京都世田谷区の病院で死去[2]。享年72[1]。
- 1976年、東京・銀座の画廊で絵画作品を集めた「久保一雄遺作展」[1]。
- 1993年、東京セントラル絵画館で「久保一雄・その生涯と作品展」開催[1]。
- 1995年6月23日から7月3日、東京都内の画廊で「久保一雄展　生誕100年記念展」[1]。画家の森芳雄の回想が掲載された画集『久保一雄1901-1974』が出版された。同年、7月22日から9月9日まで、「デコールの前衛とリアリズム／美術監督・久保一雄」が川崎市市民ミュージアム1階映像ホールで行われ[6]、代表作22本回顧上映[1]。
- 2009年6月27日から都内の画廊で「久保一雄1901-1974」展。美術家の山倉研志と此木三紅大のガイドやクロストークが行われた。画集「久保一雄:1901-1974」出版。同年9月4日から10月18日まで、千葉県匝瑳市の松山庭園美術館で、「真実の画家 久保一雄の生涯」展。